# Ulster Queen
Die Ulster Queen war ein 1967 in Dienst gestelltes Fährschiff der britischen Belfast Steamship Company, das bis 1981 für den Linienverkehr nach Liverpool im Einsatz stand. Seit 1982 wechselte das Schiff mehrfach seinen Namen, Einsatzort und Betreiber. Zuletzt trug es den Namen Al Kahfain, ehe es am 3. November 2005 nach einem Brand im Maschinenraum vor der Insel Shadwan sank. Ein Besatzungsmitglied kam dabei ums Leben.

## Geschichte
Die Ulster Queen entstand unter der Baunummer 1323 bei Cammell, Laird & Company in Birkenhead und lief am 1. Dezember 1966 vom Stapel. Nach seiner Ablieferung an die Belfast Steamship Company am 23. Mai 1967 nahm das Schiff am 6. Juni den Fährbetrieb zwischen Belfast und Liverpool auf.
Seit 1971 stand die Ulster Queen unter der Bereederung der Peninsular and Oriental Steam Navigation Company, 1978 wurde sie von deren Tochtergesellschaft P&O Ferries übernommen. Am 7. November 1981 beendete das Schiff seine letzte Überfahrt nach Liverpool, ehe es ausgemustert und im Dezember 1981 in Ostende aufgelegt wurde.
Im April 1982 ging die Ulster Queen unter dem neuen Namen Med Sea an einen Eigner mit Sitz in Limassol und nahm noch im selben Jahr den Dienst von Zypern nach Syrien auf. 1986 wurde das Schiff in Al Kahera umbenannt, 1987 erhielt es den Namen Ala-Eddin. 1988 ging es als Poseidonia an die griechische Hellenic Mediterrean Lines, um fortan zwischen Igoumenitsa und Brindisi eingesetzt zu werden.
Nach zehn Jahren auf dieser Strecke wurde die Poseidonia im Juni 1998 aufgelegt. Im Mai 2000 ging sie an die Founders Shipping & Trading Company, kam jedoch nicht wieder in Fahrt. Erst weitere fünf Jahre später fand sich mit der arabischen Reederei Al-Kahfain ein neuer Betreiber, der das Schiff in Al Kahfain umbenannte und dessen Einsatz in Saudi-Arabien plante. Auf der Überführungsfahrt ereignete sich jedoch am 2. November 2005 zwischen Sues und Dschidda eine Explosion im Maschinenraum der Al Kahfain, die einen Brand auslöste. Ein Besatzungsmitglied kam hierbei ums Leben. Einen Tag später sank das Schiff vor der Insel Shadwan.